# Orion-Projekt

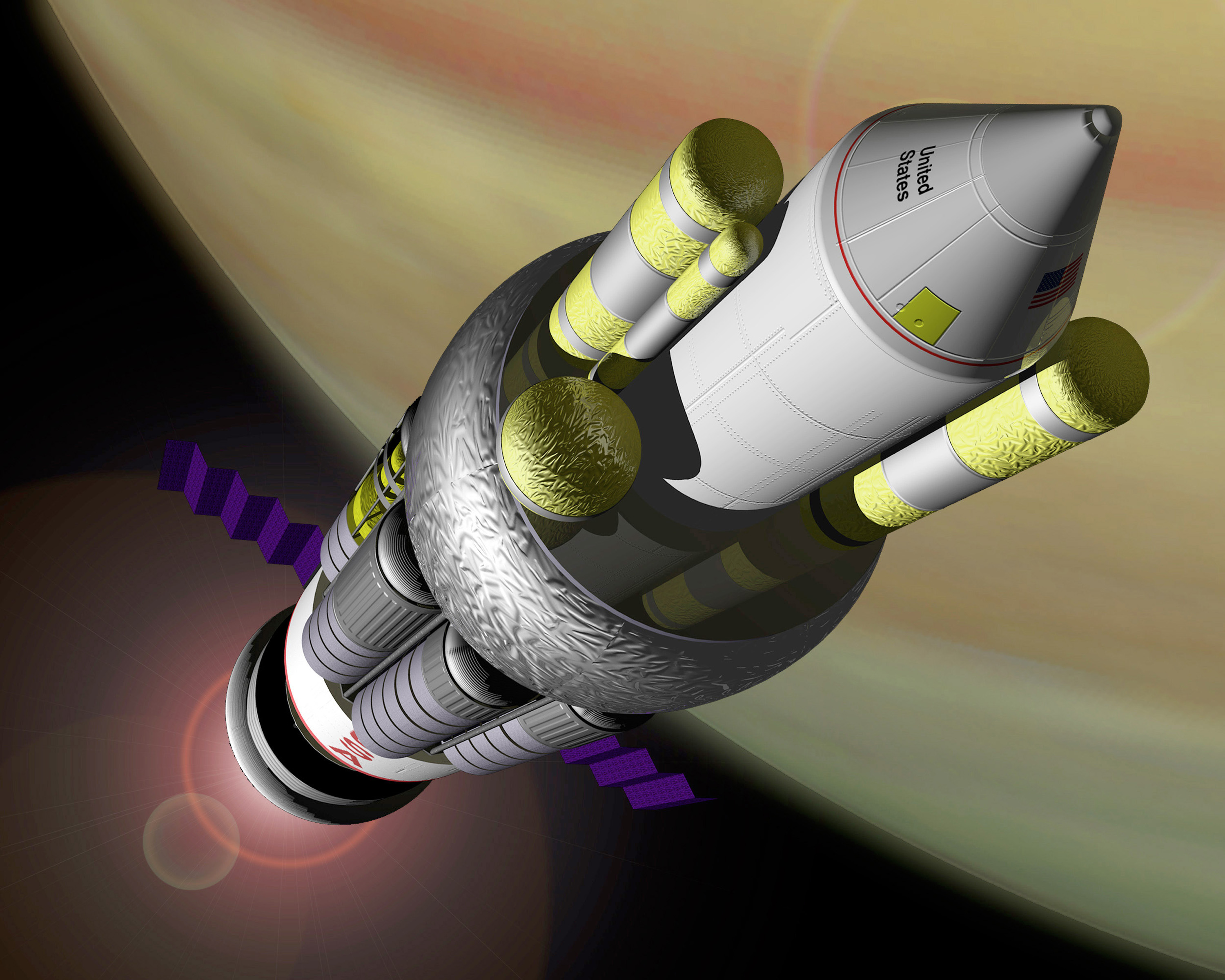
Künstlerische Darstellung eines Orion-Raumschiffs aus der NASA-Entwurfsphase

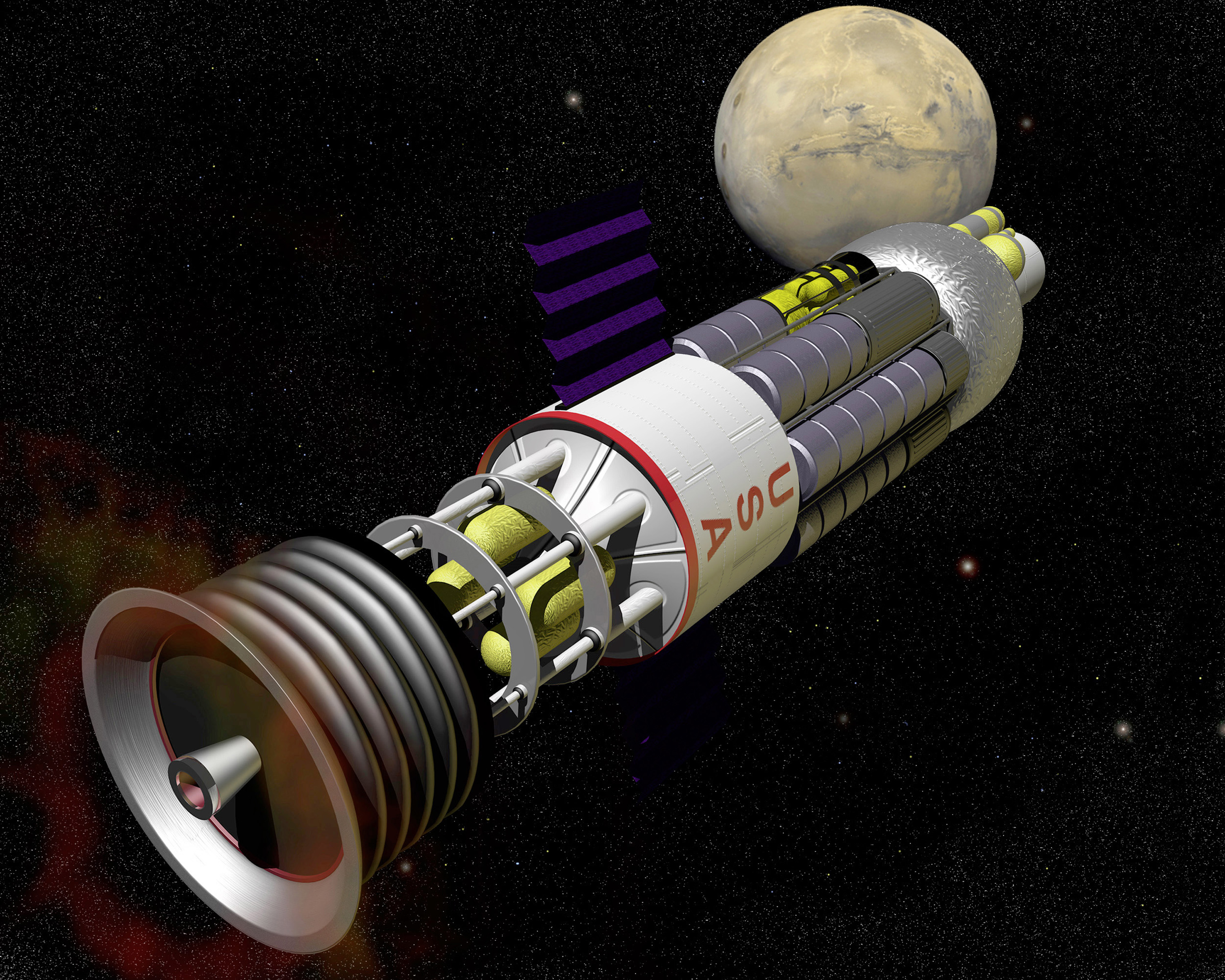
Künstlerische Darstellung eines Orion-Raumschiffs aus der NASA-Entwurfsphase, hier in der Heckansicht

Das Orion-Projekt hatte das Ziel, ein nukleares Pulstriebwerk als Antrieb für Raumschiffe zu entwickeln. Das Projekt lief in den USA von 1957 bis 1965.
Der Entwurf sah vor, ein Raumschiff mit nuklearem Pulstriebwerk durch eine Reihe von Atombombenexplosionen anzutreiben, die jeweils im Abstand von nur wenigen Metern hinter dem Heck des Raumschiffes stattfinden. Geschützt durch einen massiven Schutzschild und ein Stoßdämpfersystem „reitet“ das Raumschiff auf den Schockwellen der Explosionen. Ein nukleares Pulstriebwerk nach dem Orion-Prinzip vereint einen hohen spezifischen Impuls mit einem hohen Schub. Dies ist unter den Antriebsmethoden für die Raumfahrt eine einzigartige Eigenschaft.
Das Orion-Projekt wurde 1957 von General Atomics unter der Leitung von Theodore B. Taylor und Freeman Dyson gestartet. Es wurde nacheinander von der US-amerikanischen militärischen Forschungsbehörde ARPA, der United States Air Force und der NASA gefördert. Die Finanzierung blieb immer in einem Rahmen, der das Projekt auf der Stufe einer Machbarkeitsstudie hielt. Es kam nie zu einem Probelauf des Antriebes oder dem Bau eines Prototyps, es wurden lediglich Modellversuche mit konventionellen Sprengstoffen durchgeführt. Das Projekt wurde 1965 aus politischen Gründen und wegen des 1963 in Kraft getretenen Vertrags zum Verbot von Nuklearwaffentests in der Atmosphäre, im Weltraum und unter Wasser abgebrochen.

## Entwicklungsgeschichte
Die Geschichte des Orion-Projektes wird durch den Versuch bestimmt, eine dauerhafte Versorgung mit finanziellen Mitteln zu erreichen. Das Projekt wurde nacheinander an eine Reihe von Geldgebern weitergereicht, die auch für die jeweiligen Entwurfsphasen kennzeichnend sind. Die Geldgeber stellten zwar jeweils genug Mittel bereit, um das Projekt weiterzuführen, es gelang aber nicht, eine für einen Prototyp ausreichende Finanzierung zu erwirken. Das Projekt kam dadurch letztlich nie über den Status einer Machbarkeitsstudie hinaus.

### Ursprünge
Das Prinzip eines durch Schwarzpulverexplosionen angetriebenen Raumfahrzeuges geht auf unabhängige Arbeiten von Hermann Ganswindt (vorgeschlagen ab ca. 1880, publiziert 1891) und Nikolai Iwanowitsch Kibaltschitsch (vorgeschlagen 1881, publiziert 1918) zurück. Ganswindt beschreibt z. B. ein „Weltenfahrzeug“, das mit einer Reihe von Dynamitexplosionen angetrieben werden sollte. Die erste wissenschaftliche Studie zu einem durch Dynamitexplosionen angetriebenen Fahrzeug wurde 1900 von Roman Gostkowski veröffentlicht.
Den ersten Vorschlag, ein Raumschiff mit Atombomben anzutreiben, machte 1946 Stanisław Marcin Ulam in einer 1956 mit Cornelius Everett veröffentlichten Publikation über die mathematischen Grundlagen für einen nuklearen Pulsantrieb. Der Atomic Energy Commission wurde später ein auf diesem Entwurf basierendes Patent zugesprochen.

### Beginn des Projekts

Darstellung eines Orion-Raumschiffs der frühen Konzeptphase

1956 wurde das Unternehmen General Atomics unter der Führung von Frederic de Hoffmann als eine Tochter von General Dynamics gegründet; es hatte sich als Unternehmensziel gesetzt, die damals ungeahnten Möglichkeiten der neu entdeckten Atomenergie nutzbar zu machen. Francis de Hoffman gelang es, viele der Physiker, die während des Zweiten Weltkrieges in Los Alamos tätig waren, für eine Tätigkeit bei General Atomics zu gewinnen. Er bot ihnen eine Arbeitsatmosphäre, in der die Wissenschaftler wie in Los Alamos schöpferisch an eigenen Ideen arbeiten konnten, ohne durch Bürokratie gehemmt zu sein. Zu diesen Physikern gehörte Ted Taylor, der seinerseits Freeman Dyson überzeugen konnte, für ein Jahr bei General Atomics zu arbeiten.
Zusammen entwickelten sie zunächst den TRIGA-Reaktor, wandten sich dann aber dem gemeinsamen Traum der friedlichen Erforschung des Sonnensystems zu. Taylor war in Los Alamos mit den Ideen Ulams in Berührung gekommen, und so begannen er und Dyson sich mit ersten Entwürfen eines Raumschiffes mit nuklearem Pulsantrieb zu beschäftigen. Unter dem ehrgeizigen Motto „Zum Mars bis 1965, zum Saturn bis 1970“ planten Taylor und Dyson Missionen zur Erforschung des Sonnensystems.
Die ersten Entwürfe sahen ein 60 Meter hohes, wie ein Geschoss geformtes Raumschiff mit einer Prallplatte von 40 m Durchmesser vor. Das Raumschiff mit einer Masse von 4000 t sollte eine Nutzlast von 1600 t in den Orbit befördern und vom Boden aus in Jackass Flats, einem Teil der Nevada Test Site, starten. Es sollte 2600 Treibladungen tragen, von diesen wären etwa 800 Treibladungen mit einer Sprengkraft zwischen 0,15 kt und 5 kt nötig gewesen, um den Orbit zu erreichen, die verbleibenden Treibladungen hätten eine Rundreise zum Mars und sogar Saturn ermöglicht.
Ausgelöst durch den Sputnikschock wurde im Februar 1958 die Advanced Research Projects Agency (ARPA, eine Behörde des Verteidigungsministeriums der Vereinigten Staaten, die Forschungs-Projekte durchführt) gegründet. Diese sollte Raumfahrtprojekte gebündelt fördern. Im April des gleichen Jahres stellten Taylor und Dyson der ARPA ihren Raumschiffentwurf vor, die daraufhin das Projekt mit 1 Million Dollar finanzierte.

### Das Orion-Projekt bei der ARPA
Nach der Gründung der NASA im Juli 1958 wurden die Raumfahrtprojekte der ARPA zwischen ihr und der Air Force aufgeteilt. Die NASA übernahm alle zivilen Raumfahrtprojekte, die Air Force die militärischen. Allerdings zeigten weder die NASA noch die Air Force Interesse an dem Orion-Projekt. Die Air Force sah in Orion keine zukünftige Waffe, die NASA hatte die Entscheidung getroffen, dass ihr ziviles Raumfahrtprogramm nicht-nuklear sein und nicht der Geheimhaltung unterliegen sollte. Das Orion-Projekt verblieb so als einziges Raumfahrtprojekt bei der ARPA.
Als für die Finanzierung hinderlich stellte sich heraus, dass viele Budgetverantwortliche das Projekt für „verrückt“ hielten. Sie konnten nicht glauben, dass es möglich war, ein Fahrzeug mit Explosionen anzutreiben, ohne dass dieses dabei beschädigt oder zerstört wird.

“We use bombs to blow things into pieces, not to make them fly.”

„Wir benutzen Bomben, um Dinge in Stücke zu sprengen, nicht um sie fliegen zu lassen.“

Um die grundsätzliche technische Machbarkeit eines explosionsgetriebenen Fahrzeuges zu zeigen, wurde deshalb ein Modell mit einer Prallplatte von einem Meter Durchmesser gebaut, der sogenannte Hot-Rod oder Putt-Putt. Das Fiberglas-Modell mit 120 kg Gewicht stieß nacheinander bis zu sechs ca. ein Kilogramm schwere Treibladungen aus C4 aus. Mit diesem Modell gelang am 14. November 1959 ein Flug mit einer Gipfelhöhe von 56 m, zwei Tage später wurde sogar eine Flughöhe von etwa 100 m erreicht. Ein Film über die erfolgreichen Flugversuche half in der Folge die weitere Finanzierung zu sichern. Eines der Modelle befindet sich heute im National Air and Space Museum der Smithsonian Institution.
Die Flugversuche mit den Modellen erbrachten Kenntnisse, die direkt für die weitere Entwicklung nützlich waren, zum Beispiel welche Form die Prallplatte haben musste, um ein günstiges Verhältnis von Gewicht und Stabilität zu erreichen. Außerdem ergaben die Flugversuche, dass zumindest durch die Temperaturen und Drücke, die mit konventionellen Sprengstoffen erreicht werden konnten, keine Materialabtragungen (Ablation) an der Oberfläche der Prallplatte zu erwarten waren. Die Ablation wurde bei weiteren Experimenten mit Plasma-Generatoren, die das Bombenplasma simulieren sollten, weiter untersucht.

### Das Orion-Projekt bei der Air Force
Die ARPA entschied Ende 1959, das Orion-Projekt aus Gründen nationaler Sicherheit nicht weiter zu unterstützen. Die US Air Force übernahm daraufhin das Projekt, allerdings nur unter der Voraussetzung, dass militärische Anwendungen gefunden würden. Das stand aber gegen die eigentlich angestrebte friedliche Nutzung des Projekts.

“Offically it has to be justified to the budgetiers as a military program. So they had to invent fake military requirements for it.”

„Offiziell musste es gegenüber den Budgetgebern als militärisches Programm gerechtfertigt werden. Also mussten sie erschwindelte militärische Anforderungen erfinden.“

Militärisch sollten kleine Orions jetzt wie eine moderne Interkontinentalrakete mit Multiple independently targetable reentry vehicles (MIRVs) genutzt werden. Sie sollten aus Silos starten, bis über das Zielgebiet fliegen und dort zunächst eine große Menge Täuschkörper abwerfen. Erst wenn die feindliche Verteidigung durch die Täuschkörper überlastet wäre, sollten die eigentlichen Gefechtsköpfe gestartet werden. Ein anderer Vorschlag sah große Orion-Raumschiffe vor, die mit einem ähnlichen Missionsprofil wie die modernen strategischen U-Boote im tiefen Raum patrouillieren sollten.
Die militärischen Möglichkeiten wurden von einigen Militärs durchaus ernst genommen. Der Kalte Krieg war in vollem Gange, das atomare Wettrüsten hatte begonnen. Thomas Power, der Leiter des Strategic Air Command, war gar der Meinung, dass „wer immer Orion kontrolliert, die Welt kontrolliere“. Auf seine Veranlassung wurde im März 1962 das Modell eines militärischen Orion-Raumschiffes unter voller Bewaffnung gebaut. Dieses „Schlachtschiff“ sollte unter anderem eine Bewaffnung von 500 Sprengköpfen tragen. Man führte das Modell Präsident John F. Kennedy vor, als dieser die Vandenberg Air Force Base besuchte. Kennedy war davon geschockt und versagte dem Projekt die nötige politische Unterstützung. Mitten im Kalten Krieg wollte Kennedy kein nukleares Wettrüsten im Weltraum riskieren.

### Das Orion-Projekt bei der NASA

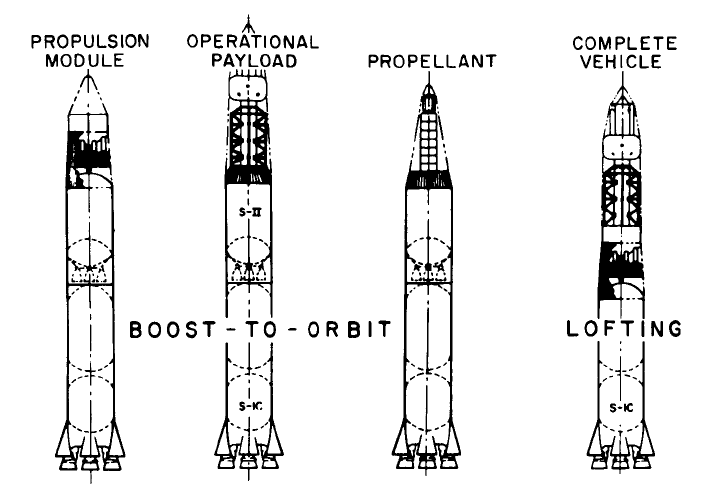
Die Saturn-V als ELV (Earth Launch Vehicle) für Orion-Raumschiffe

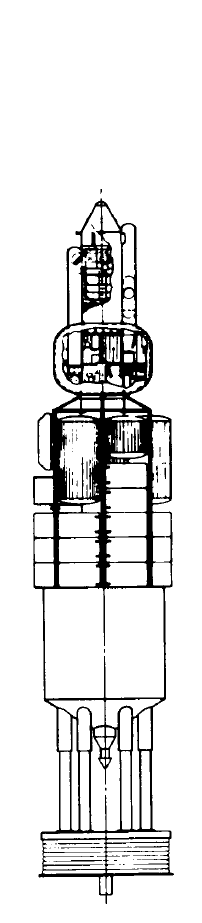
Ein Zehn-Meter-Entwurf mit acht Mann Besatzung und 100 Tonnen Nutzlast

Die weitere Entwicklung des Orion-Projekts bei der Air Force wurde von Verteidigungsminister Robert McNamara verhindert. Er sah Orion nicht als militärisches Projekt und verweigerte deshalb eine erweiterte Finanzierung, ohne die der Bau eines Prototyps nicht möglich war. Um das Projekt doch noch über den Status einer Machbarkeitsstudie hinaus zu bringen, wandten sich Taylor und Dyson deshalb an die NASA, von der sie sich zusätzliche Mittel erhofften.
Die Entwürfe wurden den Voraussetzungen bei der NASA angepasst. Von einem Bodenstart wollte man absehen, da dieser zu „schmutzig“ gewesen wäre, um ohne massive Proteste der Öffentlichkeit stattfinden zu können. Stattdessen passte man die Größe der Orion-Schiffe an die verfügbaren Trägerraketen an – das an die Saturn-Raketen angepasste Orion-Design hatte jetzt eine Prallplatte mit zehn Meter Durchmesser. Eine Variante (Lofting) sah vor, eine Saturn-1C-Stufe als Booster zu benutzen. Diese sollte das Orion-Raumschiff in eine Höhe bringen, in der das gefahrlose Zünden des nuklearen Pulsantriebes möglich war. Eine zweite Variante (Boost-to-Orbit) sah drei Einzelteile vor, die jeweils von einer Saturn-V-Rakete in den Orbit gebracht werden und dort zusammengebaut werden sollten.
Als mögliches Ziel sah man eine Marsmission mit acht Mann Besatzung und 100 t Nutzlast vor. Für den Hin- und Rückflug dieser Mission war eine Reisezeit von 125 Tagen vorgesehen, was weniger als der Hälfte der Reisezeit einer konventionellen Mission entsprach.
Die NASA-Spitze war von Orion nicht überzeugt und finanzierte das Projekt nur widerstrebend. Einzig Wernher von Braun erkannte nach anfänglicher Skepsis die Möglichkeiten des Orion-Projekts und schrieb einen Aufsatz, der das Projekt vehement unterstützte, allerdings ohne damit eine weitere finanzielle Unterstützung zu erreichen.

### Ende des Projekts
Zum Ende des Orion-Projekts trugen viele Faktoren bei. Das Projekt war so geheim, dass wenige potentiell interessierte Personen aus Wissenschaft und Technik von ihm wussten und deshalb auch keine Unterstützung auf breiter Basis erfolgen konnte. Bei der Nutzung nuklearer Energien für den Weltraumflug hatte Orion zudem eine starke Konkurrenz durch das NERVA-Projekt. In der Öffentlichkeit war der in den 1950er Jahren herrschende Enthusiasmus für die Atomkraft, der zum Beispiel den Ford Nucleon hervorbrachte, verflogen. Nach der Kubakrise und ersten Meldungen über Strontium-90 in der Muttermilch löste Atomkraft in der Bevölkerung Angst aus. Die NASA hätte deshalb am liebsten nichts mit einem Projekt zu tun gehabt, bei dem Atombomben als Antrieb genutzt würden, und befürchtete ein Publicity-Desaster für den Fall eines tatsächlichen Starts.
Zu den entscheidenden Faktoren zur Einstellung des Orion-Projekts zählte der 1963 in Kraft getretene Vertrag zum Verbot von Nuklearwaffentests in der Atmosphäre, im Weltraum und unter Wasser (NTBT). Dieser verhinderte die weitere Entwicklung der nuklearen Treibladungen und überhaupt den Betrieb im Weltraum. Da das Orion-Projekt grundsätzlich aber eine friedliche Nutzung der Atomkraft darstellt, wäre es möglich gewesen, eine Ausnahmegenehmigung zu erwirken. Ted Taylor hatte gar die Hoffnung, den NTBT mit einer gemeinsamen Mission mit der Sowjetunion umgehen zu können. Dafür fehlte es jedoch an politischer Unterstützung.
Schlussendlich war es der Budgetstreit zwischen der Air Force und der NASA, der das Projekt zum Scheitern brachte. Die Air Force wollte nur mit der NASA zusammenarbeiten, wenn die NASA das Projekt mit signifikanten Mitteln ausstattet. Die NASA sah sich aber nach starkem Druck durch das Apollo-Programm im Dezember 1964 endgültig dazu gezwungen, dem Orion-Projekt die Mittel zu streichen. Daraufhin stellte auch die Air Force die Finanzierung ein – das Orion-Projekt war damit faktisch beendet. Am 30. Juni 1965 erfolgte dann die offizielle Anweisung, das Projekt einzustellen.
Freeman Dyson schrieb 1965 einen Aufsatz, in dem er die Gründe für das Scheitern des Orion-Projekts darlegte. Dyson beklagte, dass das Orion-Projekt nicht aufgrund mangelnder technischer Möglichkeiten, sondern aufgrund fehlender politischer Unterstützung scheiterte:

“…because this is the first time in modern history that a major expansion of human technology has been suppressed for political reasons.”

„…das ist das erste Mal in der modernen Geschichte, dass eine wesentliche Erweiterung der menschlichen Technologie aus politischen Gründen unterdrückt wurde.“

Viele der während des Orion-Projekts erstellten Arbeiten unterliegen noch immer der Geheimhaltung, darunter auch der zweite Teil der Nuclear Pulse Space Vehicle Study, Vehicle System Performance and Costs oder Wernher von Brauns Aufsatz, mit dem er das Orion-Projekt unterstützte. Vor allem die Arbeiten über den Aufbau der Treibladungen bleiben geheim, da diese beschreiben, wie man kleine Atombomben baut, die auch für Terroristen interessant sein könnten.

## Technische Umsetzung

### Prinzip des Orion-Antriebs

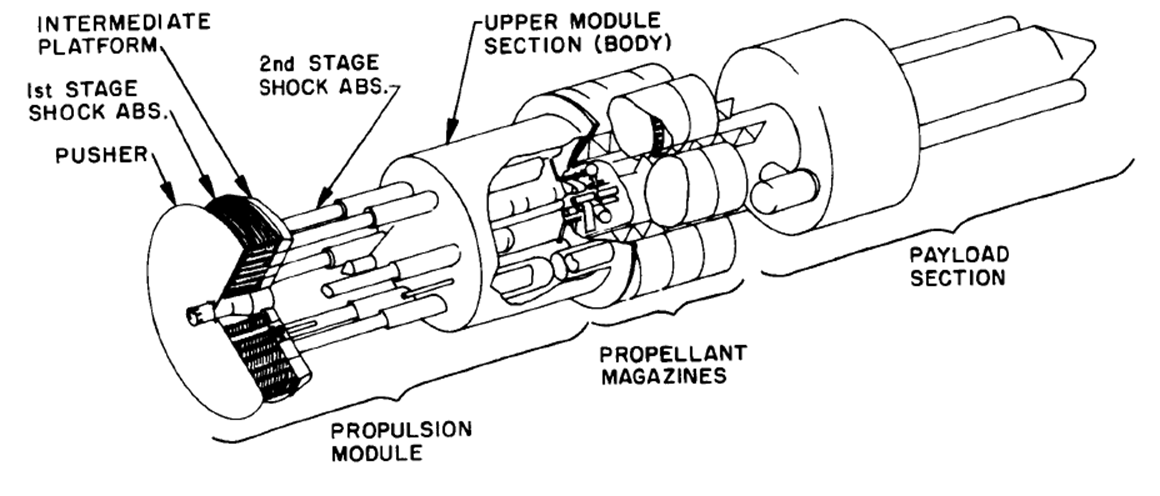
Hauptbauteile des Orion-Raumschiffs

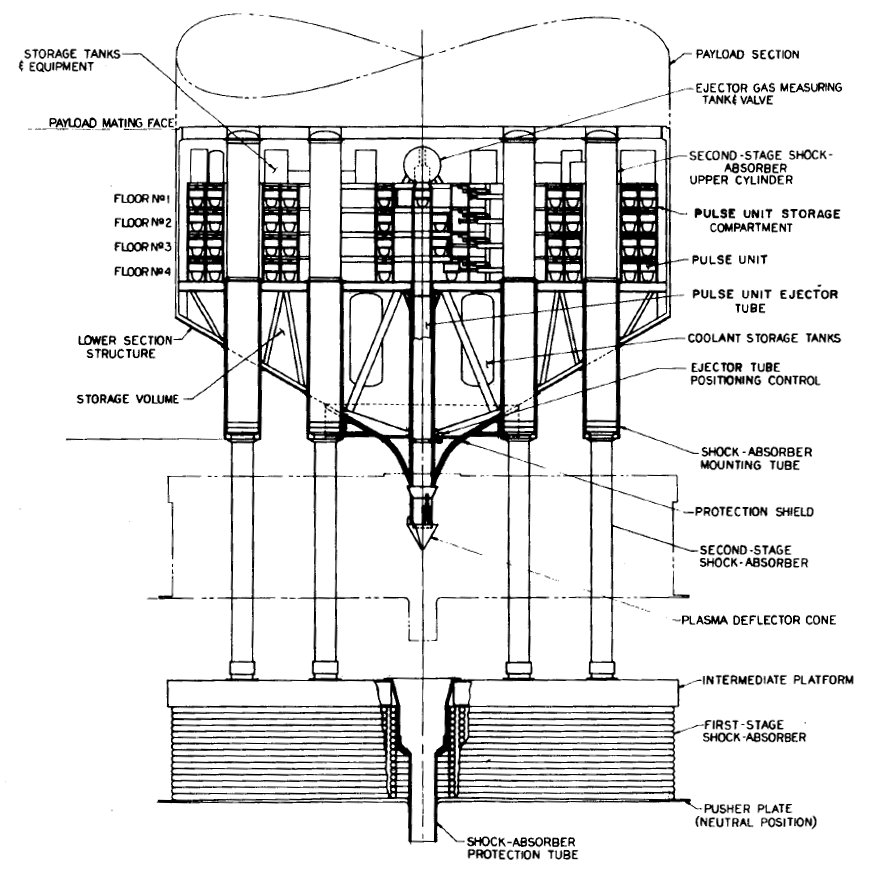
Antriebsmodul mit Prallplatte, zweistufigen Stoßdämpfer und Treibladungslager sowie Treibladungsausstoßsystem

Ein nuklearer Pulsantrieb funktioniert, indem in regelmäßigen Abständen (etwa jede Sekunde) spezielle Atombomben aus dem Heck des Raumschiffes ausgestoßen werden, die kurz danach in einem Abstand von wenigen Metern (je nach Bauart etwa 35 m) in einer gerichteten Explosion detonieren. Das dabei entstehende Plasma trifft auf eine massive Prallplatte (Pusher) am Heck des Raumschiffes und erzeugt dort einen mechanischen Impuls, der die Prallplatte beschleunigt. Zwischen der Prallplatte und dem für die Nutzlast vorgesehenen Bereich befinden sich Stoßdämpfer, die die gepulste Beschleunigung der Prallplatte in eine möglichst gleichmäßige Beschleunigung des Raumschiffes umwandeln sollen.
|                                  | Orion (1958) | Orion (1965)         | Saturn V    |
| -------------------------------- | ------------ | -------------------- | ----------- |
| Gesamtgewicht                    | 4000 t       | 100–750 t            | 3000 t      |
| Spezifischer Impuls              | 4000 s       | 1800–2500 s          | 418 s (J-2) |
| Durchmesser                      | 40 m         | 10 m                 | 10 m        |
| Höhe                             | 60 m         | 50 m                 | 111 m       |
| Nutzlast (300 mi Orbit, ≈480 km) | 1600 t       | —                    | 133 t       |
| Nutzlast (Mondlandung)           | 1300 t       | 200 t (vom Erdorbit) | 52 t        |

Der Orion-Antrieb verbindet einen hohen spezifischen Impuls mit einem hohen Schub, was einzigartig für einen Raumschiffantrieb ist. Der spezifische Impuls (Impuls pro Masseneinheit oder Gewichtseinheit des Treibstoffs) für ein einfaches Orion-Raumschiff wurde auf bis zu 20.000 sek. errechnet – weit höher als bei derzeit genutzten chemischen Treibstoffen (ca. 450 sek.). Die Atombomben und damit auch die Prallplatte, die den Impuls aufnimmt, können nicht beliebig klein gebaut werden. Da die Nutzlast gegen die bei der Explosion entstehende Strahlung geschützt sein muss, haben Entwürfe für Orion-Raumschiffe meist vergleichsweise große Massen von mindestens 300 Tonnen. Mit steigender Größe der Prallplatte und damit steigender Raumschiffmasse steigt sogar der Wirkungsgrad des Antriebes.

### Prallplatte
Die Prallplatte ist das Bauteil, das bei einem Orion-Raumschiff den stärksten Belastungen ausgesetzt wäre. Diese sind zum einen die Ablation (also die Abtragung von Material von der Oberfläche der Prallplatte durch das Bombenplasma), zum anderen die mechanische Belastung durch den heftigen Schlag, die bei jeder Bombenexplosion auf die Prallplatte einwirken.
Schon bei den Experimenten mit konventionellen Sprengstoffen stellte man fest, dass die Prallplatte konisch mit einem dünneren Rand und zur Mitte dicker werdend sein musste, damit sie bei der Explosion nicht zerspringen würde.
Bei einem Versuch des Physikers Lew Allen während der Operation Redwing wurden zwei etwa 30 cm große, mit Graphit beschichtete Stahlkugeln an Drähten nur zehn Meter von der 20-kt-Bombe entfernt aufgehängt. Durch die Explosion wurden diese Kugeln zwar fortgeschleudert. Nachdem man sie wieder eingesammelt hatte, stellte man aber fest, dass die Kugeln intakt waren und die Oberfläche nur um wenige tausendstel Inch abgetragen wurde. Das zeigte, dass das Problem der Ablation lösbar war.
Nun mussten Materialien gefunden werden, mit deren Hilfe die Prallplatten eine Rundreise mit 2600 Ladungen überstehen konnten. Dazu wurden Versuche mit Plasmageneratoren angestellt, die ähnlich wie eine Hohlladung arbeiteten. Als jemand bei einem dieser Versuche auf dem Testobjekt einen Fingerabdruck hinterließ, stellte man nach dem Experiment fest, dass an dieser Stelle der Fingerabdruck die Ablation verhindert hatte. So kam man auf die Idee, die Prallplatte mit Öl einzusprühen, das als regenerierbare Ablationsschicht dient und so die Lebensdauer der Prallplatte erheblich steigert.

### Stoßdämpfer
Die Stoßdämpfer verringern die durch die Treibladungsexplosionen auftretenden starken Beschleunigungsspitzen auf Werte, die für die Nutzlast und die Besatzung tolerierbar sind. Das Stoßdämpfungssystem ist zweistufig aufgebaut und kann mit dem Stoßdämpfungssystem eines Autos verglichen werden. Die erste Stufe entspricht dem Reifen, die zweite Stufe dem Stoßdämpfer, der den Reifen mit dem Chassis verbindet.
Die erste Stufe sollte aus konzentrisch angeordneten, gasgefüllten Ringen bestehen, welche die Prallplatte mit einer Zwischenplatte verbanden. Diese erste Stufe sollte die auf die Prallplatte einwirkenden kurzen Beschleunigungsspitzen auf Werte dämpfen, die von der nachfolgenden zweiten Stufe mechanisch zu bewältigen waren. Diese zweite Stufe bestand aus einem Bündel säulenartiger Stoßdämpfer, die mit der Nutzlastsektion verbunden waren. Sie reduzierten die auf die Nutzlast wirkende Beschleunigung auf wenige g.
Bei dem 4000-t-Entwurf wurden die Stoßdämpfer mit einem Federweg von zehn Meter geplant. Mit einer Pulsfrequenz von 1,1 s sollte sich eine durchschnittliche Beschleunigung von 1,25 g ergeben, wobei die tatsächliche Beschleunigung von der Beladung des Raumschiffes abhing; unbeladen wäre die Beschleunigung höher ausgefallen. Die Stoßdämpfer sollten aktiv gekühlt werden, das verdampfende Kühlmittel wäre für den Ausstoß der Treibladungen wiederverwendet worden. Bei den NASA-Entwürfen wurde das Stoßdämpfersystem grundsätzlich als verlustlos angesehen.

### Nukleare Treibladungen

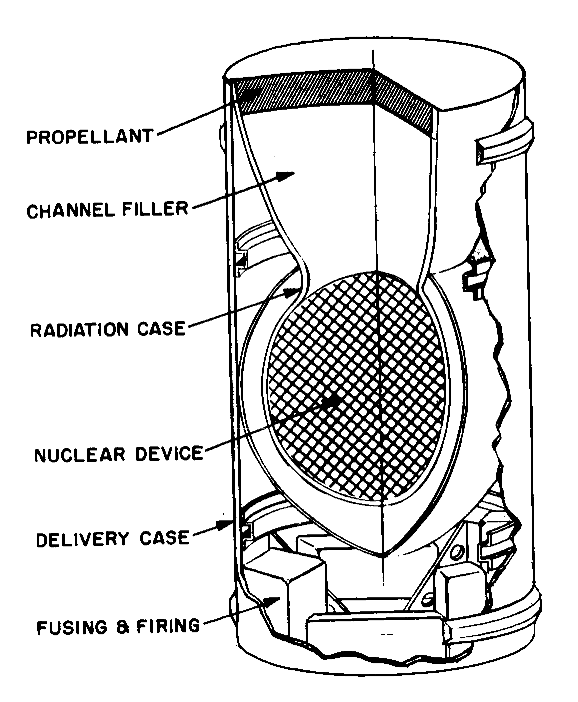
Eine nukleare Treibladung. Als Propellant ist oben dunkel gezeichnet das Treibmittel zu sehen, Nuclear Device bezeichnet den eigentlichen nuklearen Sprengsatz

Die nukleare Treibladung (Charge Propellant System oder Pulse-Unit) soll die bei einer nuklearen Explosion freiwerdende Energie in eine auf die Prallplatte gerichtete, sich mit hoher Geschwindigkeit bewegende Plasmawolke aus Treibmittel umsetzen.
Der ursprüngliche Entwurf Ulams sah vor, dass zusammen mit den nuklearen Treibladungen Scheiben aus Treibmittel ausgestoßen würden. Diese Scheiben aus leichtem Material wie Wasser oder Polyethylen sollten von der nuklearen Explosion verdampft und in Richtung der Prallplatte geschleudert werden. Die späteren Entwürfe integrierten das Treibmittel in die Treibladungen. Als Treibmittel wurde jetzt Wolfram vorgesehen, das sich als flache Scheibe an der Spitze der Treibladung befand. Das Treibmittel sollte nicht nur zur Übertragung des Impulses dienen, sondern gleichzeitig einen Teil der bei der Explosion entstehenden Strahlung abschirmen.
Die nuklearen Treibladungen wurden so konzipiert, dass sie dieses Treibmittel in einer gerichteten Explosion in Richtung der Prallplatte schleuderten. Ziel war es, den Kegel, in dem das Treibmittel fortgeschleudert wird, mit der Prallplatte in Deckung zu bringen, um möglichst viel von der Energie der Bombenexplosion einzufangen.
Gleichzeitig sollten die Treibladungen möglichst klein, effizient und „sauber“ sein, das heißt möglichst wenig Fallout erzeugen. Mit dem Entwurf der Treibladungen war Ted Taylor beschäftigt, aus dessen Hand mit der Davy Crockett schon der kleinste nukleare Sprengkopf stammte. Die Davy Crockett kann hinsichtlich ihrer Sprengkraft eingestellt werden – ein Merkmal, das auch für die Orion-Treibladungen interessant war, da man für den Start oder Stopp des Orion-Antriebes halbe Ladungen benötigte. Für den Flug durch die Atmosphäre wurden für eine konstante Beschleunigung noch feinere Unterteilungen der Sprengkraft von 0,15 kt und 5 kt benötigt, da die Luft zusätzliche Energie absorbieren und an die Prallplatte weitergeben würde. Für den normalen Raumflug war nur eine konstante Stärke notwendig.
Für die Konzipierung der Anlagen zur Handhabung der Treibladungen innerhalb des Raumschiffes griff man auf Berater der Coca-Cola Company zurück, da man deren Maschinen zum Abfüllen von Flaschen als gute Vorlage ansah.
Eine weitere Herausforderung war die Positionierung der Treibladungen hinter der Prallplatte. Zunächst sah man Systeme vor, die die Treibladungen seitlich an der Prallplatte vorbeischießen sollten. Später sollten sie mit einer Gasdruckkanone durch ein Loch in der Mitte der Prallplatte geschossen werden.

### Strahlenbelastung

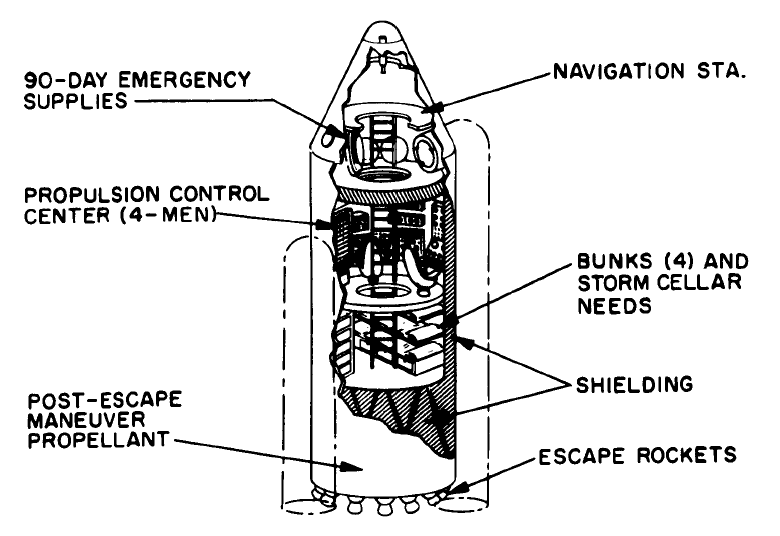
Abgeschirmter Flugstand für den angetriebenen Flug und Fluchtfahrzeug für die acht Mann Besatzung eines Zehn-Meter-Orion-Raumschiffes

Weil Orion durch nukleare Explosionen angetrieben werden sollte, wäre es zwangsläufig zu einer Strahlenbelastung gekommen. Diese hätte direkt auf die Besatzung, indirekt durch Fallout oder durch Unfälle wirken können.
Um die Strahlenbelastung der Orion-Besatzung während des angetriebenen Fluges zu minimieren, sollte sich die Besatzung in dieser Zeit in einem strahlengesicherten Flugstand aufhalten. Dieser Flugstand hätte auch als Rückzugszone im Fall von Sonnenstürmen genutzt werden können. Ziel war es, die aufgenommene Strahlendosis pro Mission auf 500 mSv zu begrenzen. Außerhalb des Flugstands wäre der Aufenthalt bei laufendem Antrieb allerdings tödlich gewesen. Die nach Abschalten des Antriebes verbleibende Reststrahlung wäre schnell abgeklungen und die Antriebssektion nach wenigen Stunden für Wartungs- und Reparaturarbeiten zugänglich gewesen.
Bei einem Bodenstart wäre es zu einer Strahlenbelastung der Atmosphäre durch Fallout gekommen. Für den Flug bis außerhalb der Atmosphäre wären für den 4000-t-Entwurf etwa 100 kt benötigt worden; im Vergleich dazu wurden während der Konzeptionszeit jährlich atmosphärische Atombombentests in einer Summe von 100 Mt durchgeführt. Dyson stellte theoretische Berechnungen an und kam zu dem Ergebnis, dass für jeden Bodenstart statistisch zehn Menschen durch den Fallout sterben würden – eine Zahl, die Dyson nicht akzeptabel fand. Es bestand die Hoffnung, die Entwicklung der Treibladungen in Richtung einer möglichst „sauberen“ Kernspaltung zu führen, bei der weniger Radioaktivität frei wird. Beim Betrieb außerhalb der Atmosphäre tragen durch das Erdmagnetfeld eingefangene geladene radioaktive Partikel zum Fallout bei. Dazu kommt es zu elektromagnetischen Pulsen.
Die Gefahr der Freisetzung von Radioaktivität bestand auch durch Unfälle. Die drei betrachteten Szenarien waren Fehlzündungen bei laufendem Antrieb, ein Startabbruch und das Verfehlen des Orbits mit anschließendem Rücksturz zur Erde. Bei allen drei Szenarien wäre es nicht zu ungewollten nuklearen Explosionen gekommen, allerdings wäre mit großer Wahrscheinlichkeit der in den Treibladungen enthaltene konventionelle Sprengstoff explodiert, wodurch radioaktives Material freigesetzt worden wäre. Durch geeignete Startplätze, etwa mitten auf dem Meer, wollte man die Einwirkung auf bewohnte Gebiete möglichst gering halten.

## Zukunft

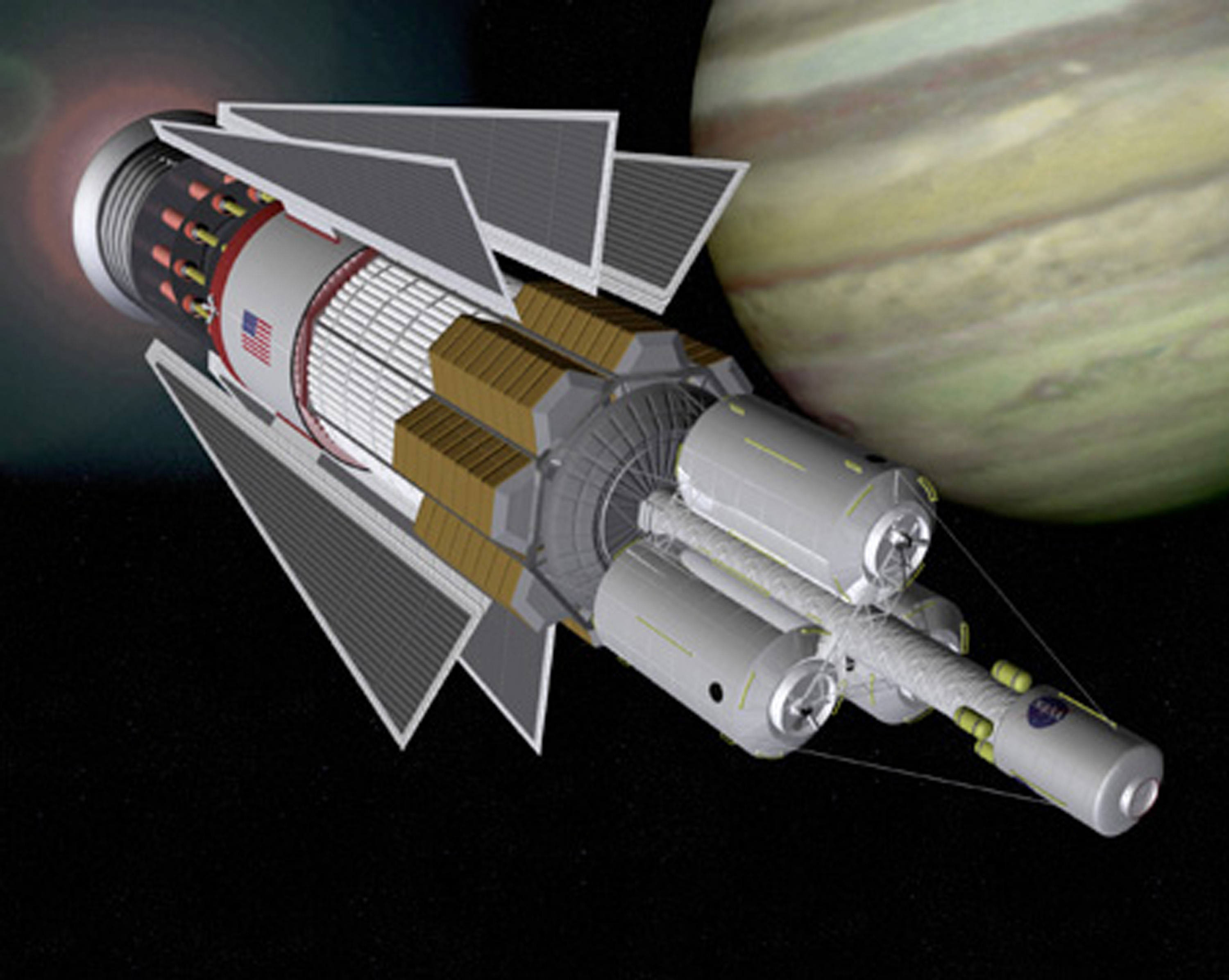
NASA-Entwurf eines modernen Orion-Raumschiffs

Sollte es notwendig werden, könnte ein Orion-Raumschiff mit heutigen technischen Mitteln durchaus gebaut werden. George Dyson bezeichnet Orion gar als „Standardtechnik“.
Dyson beschrieb 1968 in einer Arbeit interstellare Orion-Raumschiffe. Diese Vorschläge führten zu Weiterentwicklungen wie dem fusionsgetriebenen Projekt Daedalus oder Projekt Longshot.
Die NASA hat eine kleine Projektgruppe gegründet, die sich unter der Bezeichnung External Pulsed Plasma Propulsion (EPPP) wieder mit einem nuklearen Pulsantrieb beschäftigt. Da die NASA aber Schwierigkeiten hatte, selbst die grundlegenden Arbeiten über das Orion-Projekt zu beschaffen, hat sie knapp 2000 Seiten Projektdokumentation von George Dyson gekauft, der diese für sein Buch über das Orion-Projekt gesammelt hatte. Diese Projektgruppe sieht zwei mögliche Einsatzzwecke für EPPP-Raumschiffe. Das sind zum einen interplanetare Reisen, die mit diesem Antrieb schneller, flexibler und mit mehr Nutzlast durchgeführt werden könnten, zum anderen ist es die Abwehr von Kometen oder Asteroiden auf Kollisionskurs mit der Erde. Mit EPPP stünde eine Reichweite zur Verfügung, die ausreichend ist, um genug Zeit für die notwendige Bahnänderung des Objektes zu haben. Außerdem könnte man den Antrieb selbst dafür nutzen, die Bahnänderung des Objektes zu erwirken, es also damit „anzutreiben“.

## Rezeption
Der Orion-Antrieb ist immer wieder Motiv in der Science-Fiction. In der Regel geht es über eine bloße Erwähnung aber nicht hinaus – ein Beispiel ist der Film Deep Impact, in dem der Antrieb des Raumschiffes zwar als Orion-Antrieb bezeichnet wird, der typische Aufbau eines Orion-Antriebes aber dem Filmklischee eines Raumschiffes mit Raketendüsen weichen musste.
Das Raumschiff Discovery in Stanley Kubricks Film 2001: Odyssee im Weltraum war zunächst als Raumschiff mit Orion-Antrieb geplant. Nachdem Kubrick aber Dr. Seltsam oder: Wie ich lernte, die Bombe zu lieben abgedreht hatte, mochte er nicht wieder einen Film mit Atombomben drehen und änderte deshalb das Drehbuch. Orion blieb einzig als Name für das Shuttle, das Heywood Floyd auf die Raumstation bringt.
Ein Beispiel für eine realistischere Umsetzung der Pläne des Orion-Projektes sind dagegen Larry Nivens und Jerry Pournelles Science-Fiction-Roman Fußfall (Footfall), Stephen Baxters Die letzte Arche (Ark) und Dan Simmons’ Ilium (Ilium), in denen anschaulich der Einsatz eines Raumschiffs mit Orion-Antrieb geschildert wird. In Gerhard Seyfrieds Comicband Starship Eden von 1999 wird ebenfalls ein riesiges Raumschiff mit einem nuklearen Pulsantrieb gezeigt, bei dessen Verwendung es zu einigen Problemen kommt.

### Projektdokumentation
- General Atomics: Nuclear Pulse Space Vehicle Study.
  - Volume I – Summary. 19. September 1964 (PDF, 3,19 MB, englisch)
  - Volume III – Conceptual Vehicle Designs And Operational Systems. 19. September 1964 (PDF, 7,76 MB, englisch)
  - Volume IV – Mission Velocity Requirements And System Comparisons. 28. Februar 1966 (PDF, 18,9 MB, englisch)
  - Volume IV – Mission Velocity Requirements And System Comparisons (Supplement). 28. Februar 1966 (PDF, 25 MB, englisch)
- NASA: Nuclear Pulse Vehicle Study Condensed Summary Report (General Dynamics Corp). Januar 1964 (PDF, 939 kB, englisch)
- AIAA: Nuclear Pulse Propulsion: Orion and Beyond. 19 July 2000 (PDF, 2,86 MB, englisch)

### Bücher
- George Dyson: Project Orion: The True Story of the Atomic Spaceship. Owl Books, New York 2003, ISBN 0-8050-7284-5. (englisch)
- John McPhee: The Curve of Binding Energy: A Journey Into the Awesome and Alarming World of Theodore B. Taylor. Farrar, Straus and Giroux, New York 1974. (englisch)
- Kenneth Brower: The Starship and the Canoe. Harper, New York 1983.

### Dokumentarfilme
- History Channel: History Undercover – Code Name: Project Orion. 31. Oktober 1999 (englisch)
- BBC Four: To Mars by A-Bomb: The Secret History of Project Orion. 26. März 2003 (englisch)